# لوس أنديس
لوس أنديس هو نادي كرة قدم أرجنتيني، وهو نادي أساسي في الأرجنتين. تأسس في 1 يناير 1917. ويقع مقره في ملعب إدواردو غاياردون في بوينوس أيريس.